# História de Goiana
Goiana é um município brasileiro do estado de Pernambuco. Localiza-se a uma latitude 07º33'38" sul e a uma longitude 35º00'09" oeste, estando sua Sede a uma altitude de 13 metros.  Sua população estimada em 2009 era de 74.424 habitantes, a 19ª maior cidade em população de Pernambuco. Goiana localiza-se no norte do estado, perto da divisa com a Paraíba, a sessenta e cinco quilômetros de Recife e a cinquenta e cinco de João Pessoa. Seu centro histórico foi declarado Patrimônio Histórico Nacional no ano de 1938. E por seus prédios históricos e sua arquitetura, possui o apelido de "Milão Brasileira". No ano de 2007 foi classificado pelo IBGE como um Centro de zona A.

## História
A história de Goiana está muito ligada aos engenhos da região. Os goianenses participaram ativamente da Batalha das Heroínas de Tejucopapo (1646), da Revolução Pernambucana (1817), da Confederação do Equador (1824) e da Revolução Goianense (1825). A vila operária de Goiana é considerada a primeira da América Latina. Goiana foi elevada à categoria de vila em 15 de janeiro de 1685, ganhou foros de cidade em 5 de maio de 1840 e de sede de município em 3 de agosto de 1892. Seu primeiro prefeito foi o Dr. Belarmino Correia de Oliveira.
A origem mais provável do nome Goyanna é que venha da palavra em tupi-guarani "Guyanna", que significa "terra de muitas águas". O topônimo do município aparece pela primeira vez nos catálogos da Companhia de Jesus, em 1592, com o nome de aldeia de "Gueena". O mesmo documento, em 1606, registra-o com a grafia modificada para "Goyana" e, finalmente Goiana. O holandês Adolf de Varnhagen disse que Goiana é palavra de origem da língua tupi, que significa: gente estimada. Outros filólogos divergem e dizem ter o significado de mistura ou parente e, ainda, Frei Vicente de Salvador, em 1627, definiu como sendo porto ou ancoradouro.
Sabe-se que muito antes da chegada dos portugueses ao Brasil, Goiana, assim como diversas outras localidades da América, já era habitada por indígenas. Inúmeros historiadores defendem seus estudos e com isso, daí, nasce uma diversidade de teorias. Existem diversas teses sobre a origem da cidade de Goiana, das tais a mais aceita é a de que a cidade surgiu quando Diogo Dias ganhou e fundou o Engenho Recuzaém. A segunda tese é a de que em 1501 com a finalidade de explorar a costa brasileira expedições portuguesas já tinham aportado o litoral goianense em uma praia, hoje denominada Pontas de Pedra. Existindo ainda a terceira tese, a qual diz que a primeira povoação de Goiana esteve no Engenho Japumim, também fundado por Diogo Dias, segundo historiadores.

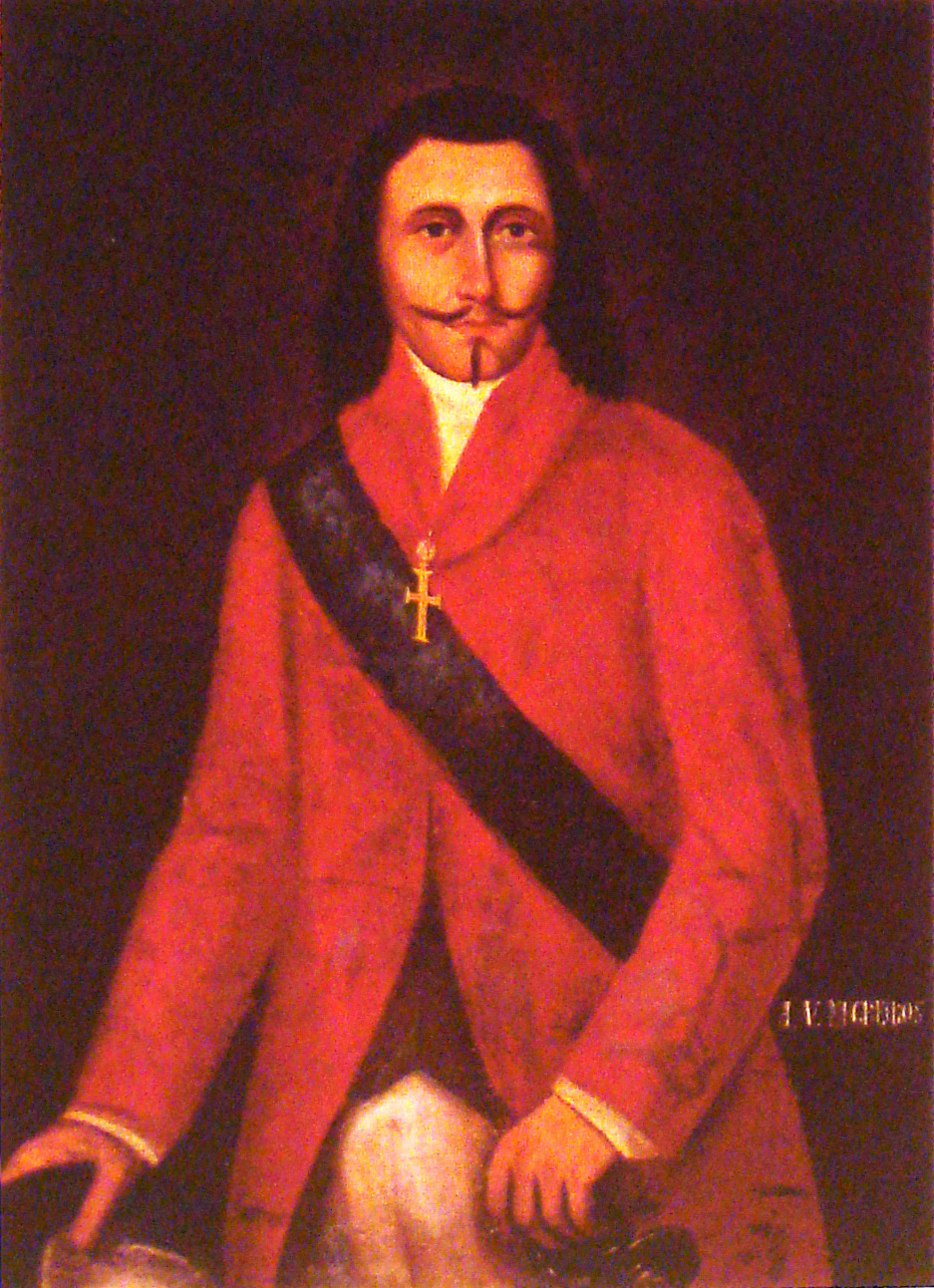
O goianense André Vidal de Negreiros foi governador de Pernambuco e participou da Insurreição Pernambucana

### Período colonial
A colonização jamais realizou os propósitos da empresa mercantil que impulsionou as navegações. Montada especificamente para a troca, ela operava sempre na pressuposição da existência de produção local, nas áreas com que mantinha a troca. O problema da colonização apresenta, assim, grandes dificuldades, uma vez que a estrutura econômica portuguesa não estava preparada para enfrentá-lo. Nesse período, Goiana foi uma das principais produtoras de cana-de-açúcar no estado de Pernambuco; o Rio Goiana, que corta a cidade, abrigava um importante porto, que escoava a produção do local. Foi durante este período que Goiana foi, por diversas vezes, sede da capitania de Itamaracá, e permaneceu como segunda cidade mais importante do estado, até o fim deste período.[carece de fontes?]
A povoação foi elevada a freguesia em 1568 quando Diogo Dias, um cristão-novo de muitas posses, comprou de D. Jerônima de Albuquerque Sousa dez mil braças de terra próximas à atual cidade de Goiana, então Capitania de Itamaracá, estabelecendo um engenho fortificado no Vale do Rio Tracunhaém. Este colono foi alvo do ataque ao engenho Tracunhaém, em 1574, no qual índios potiguaras exterminaram toda a população do engenho. Este episódio provocou a extinção da capitania de Itamaracá e a criação da capitania da Paraíba.
Em janeiro de 1640 defrontaram-se entre Goiana e a ilha de Itamaracá a esquadra de D. Fernando de Mascarenhas, conde da Torre, e a holandesa, comandada por Willen Corneliszoon, num combate que seria imortalizado em quatro gravuras de Frans Post.
No dia 24 de abril do ano de 1646, armadas com paus, pedras, panelas, pimenta e água fervente, as mulheres de Tejucopapo, atualmente distrito do município, venceram os holandeses que ameaçavam suas terras e famílias. Este evento é conhecido e retratado em filme denominado "Epopeia das Heroínas de Tejucupapo", que no último domingo de abril é recontada a história, através de uma encenação teatral ao ar livre no marco histórico pelo Clube das Mães, na zona rural do município. A encenação mostra a vida de mulheres que lutaram contra os invasores e contra o preconceito, atraindo cerca de cinco mil (5 mil) pessoas por ano. Assentada na propriedade monocultora e na escravidão, a sociedade
colonial é patriarcal e sem mecanismos de mobilidade social. O poder
concentrado em grandes proprietários estimula o clientelismo: os agregados -
homens livres que gravitam em torno do engenho - e as populações das vilas
dependem política e economicamente dos senhores, inclusive de seus favores
pessoais.
Vida urbana - No nordeste açucareiro a sociedade é basicamente agrária.
A vida urbana se desenvolve primeiramente nas regiões das minas. A própria
natureza da atividade mineradora, com sua variedade de funções e serviços,
estimula o comércio, a formação de núcleos populosos e permite maior mobilidade
social.
População - Em 1770 a Coroa portuguesa estima que a população da colônia
seja de 1,5 milhão a 2,5 milhões de pessoas. Destas, 20,5% estão concentradas
em Minas Gerais, 18,5% na Bahia, 15,4% em Pernambuco, 13,8% no Rio de Janeiro,
7,5% em São Paulo e 24,3% espalham-se pelas outras capitanias.

### Período imperial
Após a independência de Portugal em 7 de setembro de 1822, que resultou no fim do "Brasil Colônia" (1500-1822), o Brasil torna-se uma monarquia constitucional, período denominado "Brasil Império" (1822-1889). D. Pedro I retorna a Portugal para assegurar que sua filha assumisse o trono português. Após um período regencial, . Pedro II, aos catorze anos de idade, é coroado o segundo imperador do Brasil.
No ano de 1859, Dom Pedro II, imperador do Brasil, visitou a cidade de Goiana, chegou acompanhado por uma comitiva com quase quinhentos cavaleiros. Na véspera todos os preparativos foram realizados para receber o monarca. O que havia de melhor nos engenhos foi trazido para o sobrado onde ele se hospedou. Foram à cidade pessoas das regiões circunvizinhas, atraídas pela visita do imperador. Dom Pedro II conheceu as igrejas e encantou-se com a beleza do Cruzeiro do Carmo, no centro.
Ele chegou a visitar também o hospital, as repartições públicas, as escolas e elogiou o avanço dos alunos no latim. Mais tarde, ainda participou de solenidade na Igreja da Matriz, onde escutou a Banda Saboeira à porta depois seguiu para o Bairro do Tanquinho para ver como era feito o abastecimento de água da cidade e considerou a situação do porto fluvial aproveitando para discutir melhoramentos.

#### Abolição da Escravatura
A abolição em Goiana foi declarada no dia 25 de março de 1887. Em meio a escravos se rebelando e fazendo revoluções almejando o fim da escravidão pelo Brasil, acabou se criando em Goiana um clube abolicionista chamado O Terpsícore, que buscava levantar fundos para a libertação dos escravos. Havia também na cidade o Clube do Cupim, cujo objetivo era “roubar” escravos de seus senhores e enviá-los ao estado do Ceará, onde já não havia escravidão por lei.
Em Goiana, a abolição foi declarada de maneira mais prática, pois deixaram a burocracia de lado. Basílio Machado, um sapateiro abolicionista, infiltrava-se nos engenhos pedindo para trabalhar. Ao ganhar a confiança do senhor do engenho, ele elaborava um plano para fugir com os escravos e escondê-los na olaria de José Pires Vergueiro que se encarregava de enviá-los para o Ceará. A campanha abolicionista em Goiana tinha o apoio da população em geral e foi um dos quartéis general na luta pela liberdade dos negros. A cidade acabou sendo a primeira a libertar seus escravos no estado mesmo com o enorme número de engenhos que possuía. Enquanto em Goiana já havia a liberdade de escravos, a Lei Áurea era assinada no Rio de Janeiro, então capital do Brasil, pela Princesa Isabel do Brasil e pelo Ministro da Agricultura da época Conselheiro Rodrigo Augusto da Silva, no dia 13 de maio de 1888, extinguindo assim a escravidão no resto do Brasil. A Princesa Isabel sancionou a Lei Áurea, na sua terceira e última regência, estando o Imperador D. Pedro II em viagem ao exterior.

### Período republicano
Dom Pedro II foi deposto em 15 de novembro de 1889 por um golpe militar liderado pelo republicano Deodoro da Fonseca, que se tornou o primeiro presidente de facto do país, através de ascensão militar. E permaneceu no cargo até o ano de 1891, quando assumiu a presidência o Marechal Floriano Peixoto, que foi considerado o consolidador da república.
O primeiro ônibus de que se tem notícia no Brasil foi um veículo da marca francesa Panhard-Levassor, importado no ano 1900 pela Companhia de Transporte de Goiana, que na época era a mais importante cidade de Pernambuco, depois da capital, Recife. Destinava-se o referido veículo ao transporte de passageiros entre Goiana e Recife pela histórica estrada de rodagem, hoje a BR-101. No dia 23 de março de 1903, o veículo, com lotação de doze passageiros, fez sua primeira viagem, saindo do centro de Goiana e chegando até a cidade de Olinda, onde parava para o almoço. E seguiam da cidade de Olinda até o Recife levando mais uma hora para chegar ao destino. O ônibus não durou muito, pois uma viagem total, que teria setenta quilômetros, levava cerca de nove horas. E as viagens suburbanas custavam muito.
O conjunto da Fiação de Tecidos Goiana - FITEG é composto da fábrica, da casa do proprietário e da vila operária, além de ser um importante marco da arquitetura do início do século XX, tem a peculiaridade de todas as edificações seguirem a mesma modulação: cada habitação representa um módulo, a que tanto a fábrica, quanto a casa do proprietário obedeceram, repetindo, no entanto, tantos módulos, quantos se fizeram necessários. As casas, estreitas, geminadas, com vão abrindo-se diretamente para os logradouros, são distribuídas em nove quadras, num total de 376 habitações. A fábrica foi fechada na década de 1980 depois de declarar a sua falência, deixando centenas de goianenses desempregados, e mesmo que foram discutidas medidas pelo governo, a fábrica realmente fez a declaração, demitindo, de pouco em pouco os trabalhadores..
Nas últimas décadas do século XIX e início do século XX, Goiana enfrentou graves problemas sociais advindos do desenvolvimento lento, desordenado, e com crescimento da periferia, dando assim origem a diversos bairros como a Nova Goiana e Flexeiras.[carece de fontes?]

### História recente
No final da década de 1990 surgiram rumores de que Goiana receberia um aeroporto internacional., mas foram esquecidos pela população no início do século XXI. No ano de 2000, assumiu o prefeito Edval Soares, que criou a feira livre do bairro de Flexeiras, melhorando assim o comércio nos subúrbios do município. No ano de 2004 assumiu a prefeitura o empresário Beto Gadelha, que oficializou a implantação do Polo Farmacoquímico de Pernambuco no município de Goiana.[carece de fontes?] Ele teve o mandato cassado pelo TSE no ano de 2006, tendo então que ser feita novas eleições no município. No então ano de 2006, assumiu a prefeitura, Henrique Fenelon, que foi reeleito no ano de 2008, sendo assim o primeiro prefeito reeleito da história de Goiana. Na sua administração foi criado o Distrito Industrial de Goiana e a Novartis confirmou sua fábrica no Polo Farmacoquímico do estado. A cidade ocupa atualmente a 52ª posição na lista das cidades mais violentas do país.

## Centro Histórico de Goiana

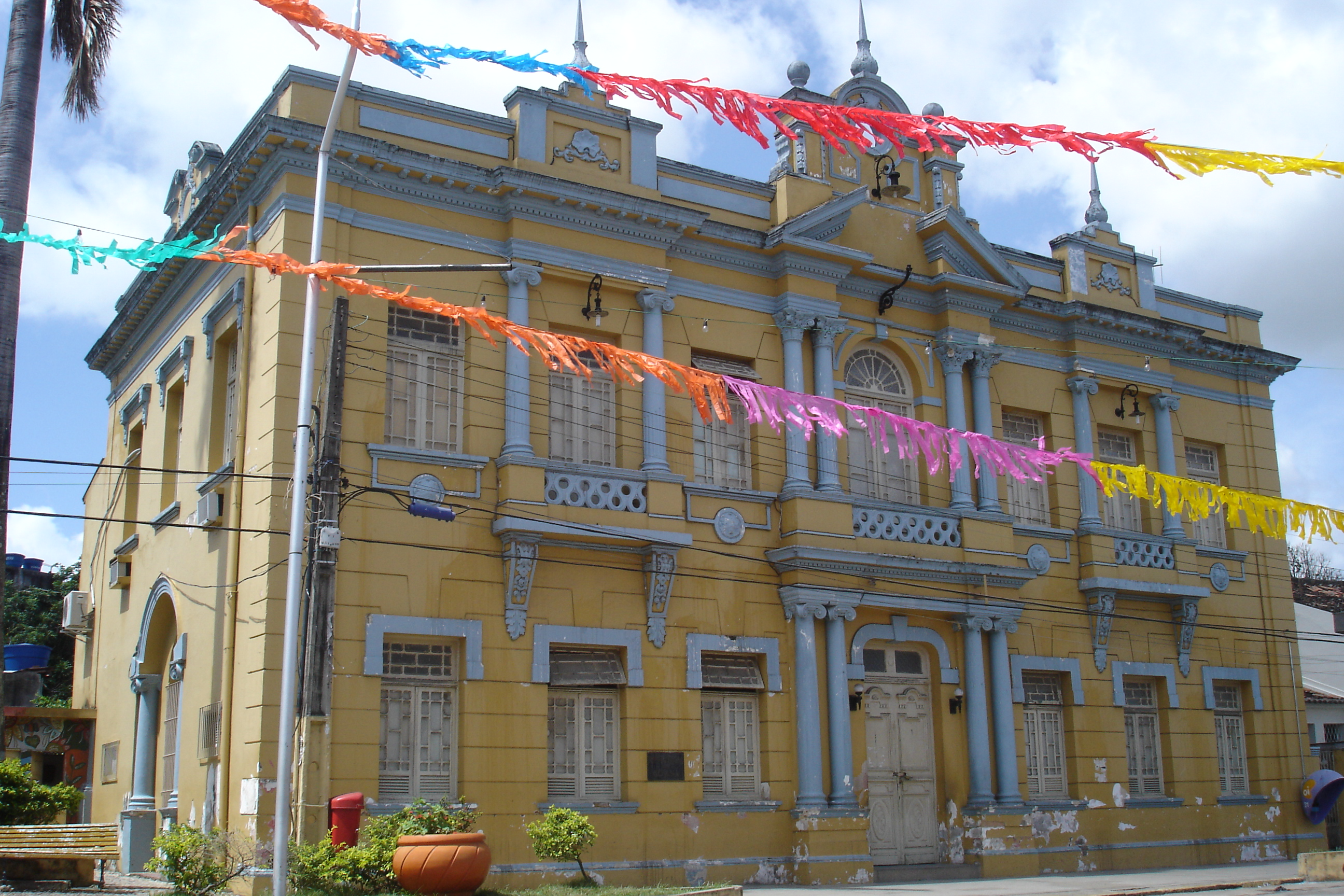
Prefeitura de Goiana

- A Prefeitura de Goiana está localizada em um edifício histórico, situado na Avenida Marechal Deodoro da Fonseca (Rua Direita), principal avenida da cidade.
- A Igreja de Nossa Senhora do Rosário dos Homens Pretos está localizada na Rua Marechal Deodoro da Fonseca, Centro Histórico de Goiana. Foi construída em estilo barroco no ano de 1835 e declarada Patrimônio Histórico Nacional no ano de 1938,[22] igual a maioria de seus edifícios e Igrejas da redondeza.
- A Igreja Matriz de Nossa Senhora dos Homens Brancos está localizada na Avenida Marechal Deodoro da Fonseca. É uma igreja em estilo barroco construída no século XVIII e declarada como Patrimônio Histórico Nacional, no ano de 1938.[22]
- A Igreja de Nossa Senhora do Amparo dos Homens Pardos foi construída no século XVIII, com estilo barroco, estilo que era muito utilizado naquela época para construções de igrejas, está localizada na Praça da Bandeira. Nas suas dependências se encontra o Museu de Arte Sacra de Goiana e é considerada patrimônio histórico nacional.[22]
- O Museu de Arte Sacra de Goiana encontra-se dentro das instalações da Igreja de Nossa Senhora do Amparo dos Homens Pardos. Com numerosas exposições de diferentes estilos, destacando o acervo de cerâmicas de Santos realizadas pelos artistas pernambucanos e as de Arte Sacra colecionadas entre os séculos XVII e XX.[22]
- O Convento de Santo Alberto dos Carmelitas foi construído em estilo barroco no século XVII na atual Praça Frei Caneca.[22] Forma conjunto com a Igreja de Nossa Senhora do Carmo e em seu interior encontramos uma importante coleção de imagens sacras dos séculos XVI e XVII.
- A Igreja de Nossa Senhora do Carmo pertence ao convento de Santo Alberto dos Carmelitas e foi construída no século XVII, no mesmo século do Convento.[22]

## Cronologia
1569 - Fundação da Freguesia de Goiana.
1574 - Acontece a Tragédia de Tracunhaém.
1625 - Nasce em Goiana, Manoel de Barros de Araújo.
1646 - Acontece a Batalha das Heroínas de Tejucopapo
1666 - Criado em Goiana o Convento das Carmelitas.
1680 - Morre em Goiana, André Vidal de Negreiros.
1685 - Acontece o Milagre da Febre Amarela, que assolou Goiana, Recife, Olinda, Itamaracá e Igarassu.
1745 - Nasce em Goiana, Correia Picanço.
1808 - É trazido de Portugal para o Brasil, por meio de um Goianense (Correia Picanço) o Ensino Médio.
1810 - Morre no dia 02 de outubro em Goiana o religioso, médico e intelectual brasileiro Manuel Arruda Camara, hoje nome de Parque Florestal em João Pessoa.
1820 - O médico Correia Picanço é nomeado de 1° Barão de Goiana.
1821 - Liberais de Goiana entram em conflito com Recife pela independência do Brasil.
1822 - É realizada por Correia Picanço a 1° operação cesariana do Brasil.
1835 - Nasce em Goiana, João Alfredo Correia de Oliveira, um dos maiores lutadores pela abolição da Esclavatura no país.
1848 - Nasce em Goiana a Sociedade Musical Curica, a banda mais antiga em atividade da América Latina.
1849 - Nasce em Goiana a Banda Saboeira.
1871 - Nasce em Goiana, o Político e pai da contabilidade João de Lyra Tavares.
1899 - É criada a Klabin, multinacional do ramo de papéis, que possui filial em Goiana fundada em 1973.
1900 - É importado pela Companhia de Transportes de Goiana, o 1° ônibus do Brasil.
1914 - É eleito prefeito de Goiana, Manuel Borba, mais tarde governador de Pernambuco.
1933 - Nasce em Goiana, Zé do Carmo.
1998 - Surgem os rumores do aeroporto de Goiana, até hoje nada foi feito.
2006 - Anunciadas as obras da Hemobrás, em um novo Pólo Farmacoquímico e de Biotecnologia em Goiana.
2009 - Começam obras da Hemobrás.